# Hanamichi

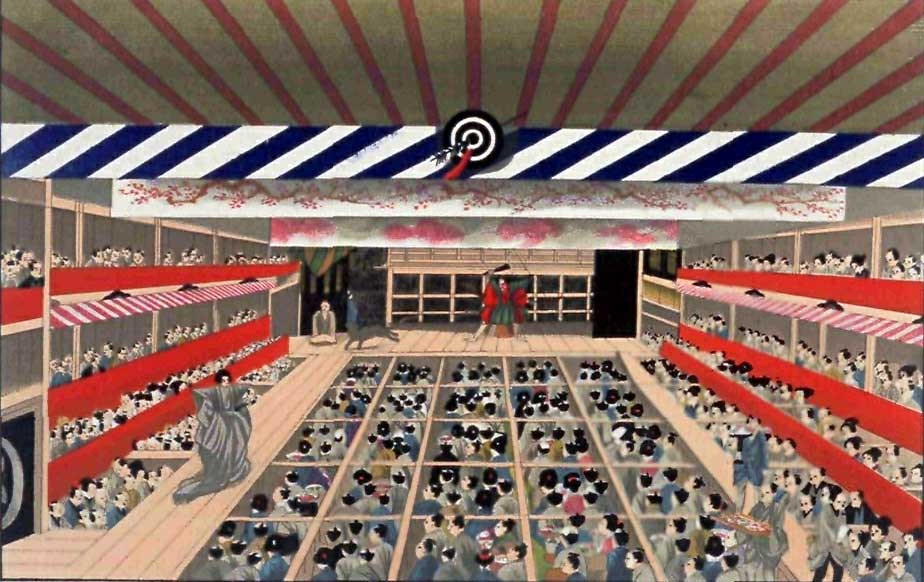
Scène de kabuki : le hanamichi se trouve à gauche.
Un karihanamichi est aussi visible à droite.

Le hanamichi (花道, littéralement « le chemin des fleurs ») est un élément de la scène du théâtre kabuki, qui se projette jusque dans l'arrière-salle. Il est généralement utilisé pour l'entrée ou la sortie des personnages, parfois aussi pour des scènes n'appartenant pas à l'action principale de la pièce.
Le premier hanamichi apparut en 1668 au théâtre Kawarazaki-za d'Edo (aujourd'hui Tokyo), sous la forme d'une simple planche projetée de la scène jusqu'au milieu du public. Il n'était pas utilisé pour les représentations, mais pour permettre aux acteurs de recevoir des fleurs après celles-ci. Le hanamichi moderne, parfois appelé honhanamichi (本花道, « principal chemin des fleurs ») fut conçu et standardisé en 1740. Sa longueur varie de 16,38 m à 18,20 m et sa largeur de 1,50 à 1,80 m. Il est toujours situé à gauche. Plus récemment, certains théâtres ont aussi utilisé un hanamichi secondaire, situé à droite et appelé karihanamichi (仮花道, « copie du chemin des fleurs »). Sa largeur varie entre un tiers et la moitié du hanamichi principal.
Le hanamichi est rarement utilisé dans l'action principale de la pièce, mais permet des actions plus dramatiques et met en valeur les personnages qui l'empruntent pour entrer ou sortir. Beaucoup d'actions particulièrement dramatiques se déroulent aux sept-dixièmes de l'hanamichi (aux trois-dixièmes de la scène), position appelée en japonais « shichisan » (七三, sept-trois). C'est de là que les personnages qui sortent peuvent prononcer leurs dernières paroles, ou que les personnages qui entrent peuvent s'adresser au public ou à ceux qui sont déjà sur scène.
Traversant le public, le hanamichi permet aussi à celui-ci un contact plus rapproché avec les acteurs.